# École secondaire Népisiguit
 (septembre 2020).
L'école secondaire Népisiguit est une école secondaire francophone située à Bathurst, Nouveau-Brunswick (Canada). Elle dessert près de 900 étudiants de la 9e à la 12e année dans la région Chaleur, soit de Allardville à Pointe-Verte, y compris les communautés environnantes, par exemple la paroisse de St-Sauveur située dans la péninsule acadienne.

## Milieu scolaire
L'école Secondaire Népisiguit est l'une des plus grandes écoles francophones du Nouveau-Brunswick, ce qui fait en sorte que la formation et les activités parascolaires sont très variés.

## Origine du nom
L'ESN tient son nom de la rivière Népisiguit, qui traverse la ville de Bathurst.

## Historique
En janvier 2008, lors de l'accident des Boys in Red, l'école a apporté son soutien moral. En fait, les deux représentants des conseils étudiants des deux écoles, soit l'ESN et Bathurst High School se sont rencontrés et ont échangé entre eux. Ils ont donc mis de côté les différences entre certains adolescents anglophones et francophones.

## Enseignement et scolarité
L'enseignement à l'ESN suit les grandes lignes de l'éducation en français, telles que prescrites par le Ministère de l'Éducation du Nouveau-Brunswick. Cependant, certaines écoles offrent des cours spécifiques, selon le champ d'intérêt.

### Personnel et cours
Les données suivantes datent de juin 2016. À noter que le classement du personnel ne reflète pas nécessairement les départements tel quel.

## Vie étudiante
Les équipes sportives et culturelles de cette école sont représentés par le nom "Rebelles de l'ESN".

### Culture
L'École Secondaire Népisiguit possède une vie culturelle assez diversifiée. En passant par l'impro et le théâtre aux musiciens amateurs, l'école est très bien desservie.